# جیونونیانو
جیونونیانو (به ایتالیایی: Giuncugnano) یک کومونه در ایتالیا است که در استان لوکا واقع شده‌است.

## خصوصیات
جیونونیانو ۱۸٫۹ کیلومترمربع مساحت و ۵۳۸ نفر جمعیت دارد و ۸۳۴ متر بالاتر از سطح دریا واقع شده‌است.